# José María Cruz Moya
José María Cruz Moya, marino español nacido en San Fernando (Cádiz) en 1802 y fallecido en 1853.
Jefe de escuadra. En 1826 pertenece al Cuerpo General con destino en ultramar, en la División General de Puerto Cabello. Capitán de navío en 1845, y brigadier en 1847, dirige la comandancia general del Arsenal de la Carraca, en el que introduce mejoras en los talleres, construyéndose bajo su mando el navío Isabel II, de 84 cañones.
Jefe de escuadra en 1850, fue nombrado para una importante misión en el Reino Unido y Francia relacionada con el estudio de arsenales militares de ambas naciones, misión que no pudo llevar a cabo por su repentino fallecimiento.
- Datos: Q5942818